# Lapule Tamean
Lapule Tamean (ur. 17 września 1962) – papuański lekkoatleta, olimpijczyk.

## Kariera
Wystąpił na Letnich Igrzyskach Olimpijskich 1984 w dwóch konkurencjach. W eliminacjach biegu na 200 m zajął 6. miejsce w swoim wyścigu (21,97), odpadając tym samym z rywalizacji – jego rezultat był 57. czasem kwalifikacji wśród 76 startujących biegaczy. W kwalifikacyjnym wyścigu na 400 m wyprzedził Pushpę Raja Ojhę z Nepalu. Jego czas (47,60) był 53. wynikiem rundy kwalifikacyjnej wśród 80 sprinterów. W 1982 roku uczestniczył w igrzyskach Wspólnoty Narodów, w których odpadł w ćwierćfinale biegu na 400 m (48,52).
Uczestnik Igrzysk Południowego Pacyfiku 1983, podczas których zdobył cztery medale. Zwyciężył w biegu na 200 m (21,78) i sztafecie 4 × 400 m (3:21,04), ponadto osiągnął srebro w wyścigu na 400 m (49,29) i sztafecie 4 × 100 m (42,65). Dwukrotnie brał udział w miniigrzyskach Południowego Pacyfiku (1981, 1985). W 1981 roku zdobył złoto w biegu na 200 m (22,45) i biegu na 400 m (49,29). W 1985 roku osiągnął srebrny medal w biegu na 200 m (22,13) i brąz w biegu na 100 m (10,99).
Rekordy życiowe: bieg na 200 m – 21,78 (1983), bieg na 400 m – 47,60 (1984).